# Santuari de Kamigamo
El Santuari Kamigamo (上賀茂神社) Kamigamo Jinja?) és un important Santuari xintoista situat prop de les ribes del riu Kamo (al nord de la ciutat nipona de Kyoto) i va ser fundat el 678. Formalment, és denominat com a Santuario Kamo-wakeikazuchi (賀茂別雷神社, Kamo-wakeikazuchi jinja) (賀茂別雷神社, Kamo-wakeikazuchi jinja?). El terme jinja identifica a la família kamo dels kami, o les deïtats que són venerades al xintoisme. Aquest terme també es refereix a l'àmbit del bosc proper al santuari, que són vestigis de l'antiga selva de Tadasu no Mori, a més de fer referència als habitants de l'àrea propera, els del Clan Kami, molts dels quals continuen vivint en les rodalies del Santuari al que els seus antecessors històricament van servir.
El Kamigamo constitueix un dels Santuaris sintoista més antics que actualment existeixen al Japó, sent també un dels disset "Monuments històrics de l'antiga Kyoto" que el 1994 van ser designats Patrimoni de la Humanitat per la UNESCO. En japonès, el terme Kamo-jinja és la referència general per referir-se tant al Santuari Kamigamo com al Santuari Shimogamo, els dos tradicionalment relacionats amb els Santuaris Kamo de Kyoto. Així mateix, el Santuari fa la funció protectora de Kyoto de les influències malignes. El santuari Kamigamo està dedicat a la veneració de Kamo Wake-ikazuchi, el kami dels trons.

## Història
El santuari es va convertir en objectiu de patrocini imperial a principis del Període Heian. Diferents gravats de l'època de l'Emperador Heizei (806-809) esmenten que el Kamo-mioya jinja es trobava entre un selecte nombre d'establiments als quals s'havia concedit un segell diví per al seu ús en els documents. El segell hauria estat consagrat a la seva pròpia i única mikoshi (Oshite jinja). Aquesta concessió d'un segell especial i les pràctiques associades amb el seu ús i conservació s'ajustaven a un patró establert per l'Emperador Konin (770-781) al 778 (9º any d'Era Hōki).
Al 965, l'Emperador Murakami va ordenar que els missatgers imperials anessin a informar dels fets importants als guardians Kami del Japó, inclòs el del Santuari Kamo Wake-ikazuchi. El Santuari Kamigamo, juntament amb el Santuari Shimogamo, va ser designat un dels dos principals santuaris sintoístas (ichinomiya) de l'antiga Província de Yamashiro. Després de la Restauració Meiji, entre 1871 i 1946, el Shimogamo va ser oficialment designat com un dels Kanpei-taisha (官幣大社) (官幣大社, 'Kanpei-taisha'?), la qual cosa significava que quedava sota suport del govern nipó.

### Visites imperials
- 794: L'Emperador Kammu va realitzar una visita com a part d'una gran processó.[11]
- 942: L'Emperador Suzaku va visitar el santuari per oferir una ofrena d'agraïment per la restauració de la pau.[11]
- 979: L'Emperador En'yū va decidir que qualsevol visita imperial al Santuari Iwashimizu també hauria de veure's acompanyada d'una altra al Santuari Kamo.<[12]
- 1711: L'Emperador Nakamikado es va refugiar en el Hosodono del Santuari quan el Palau imperial es va fer pràcticament inhabitable.[13]

### Galeria

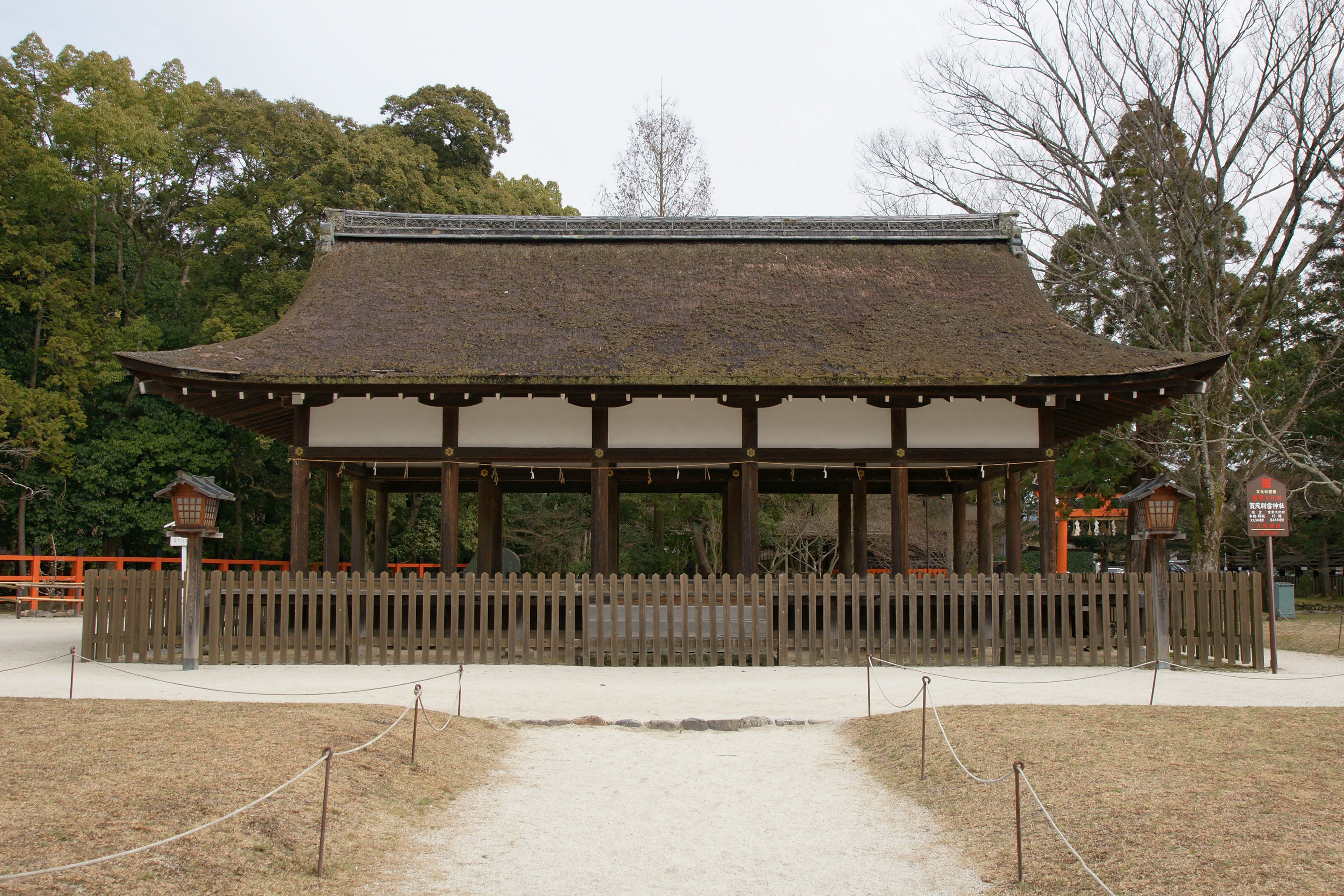
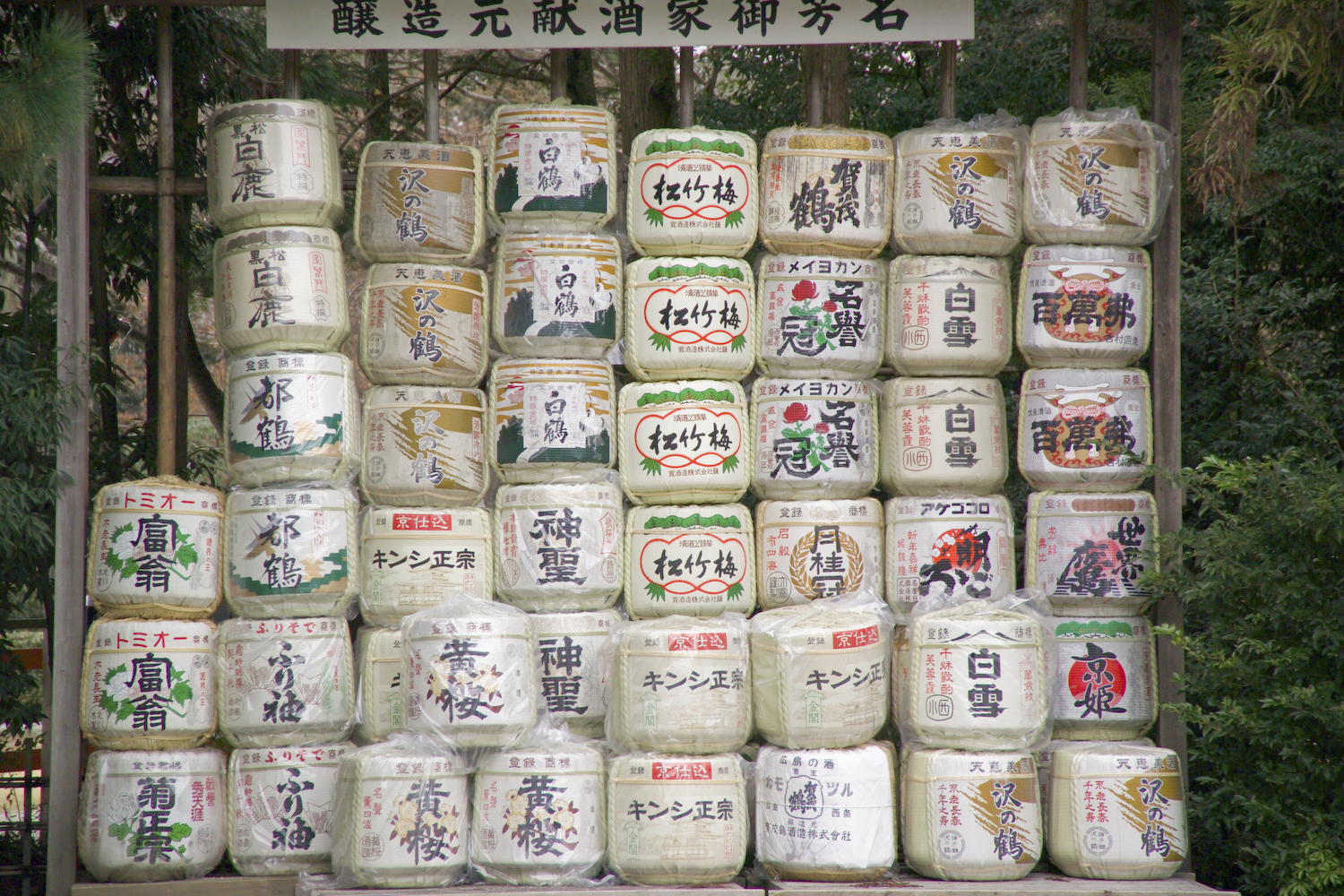
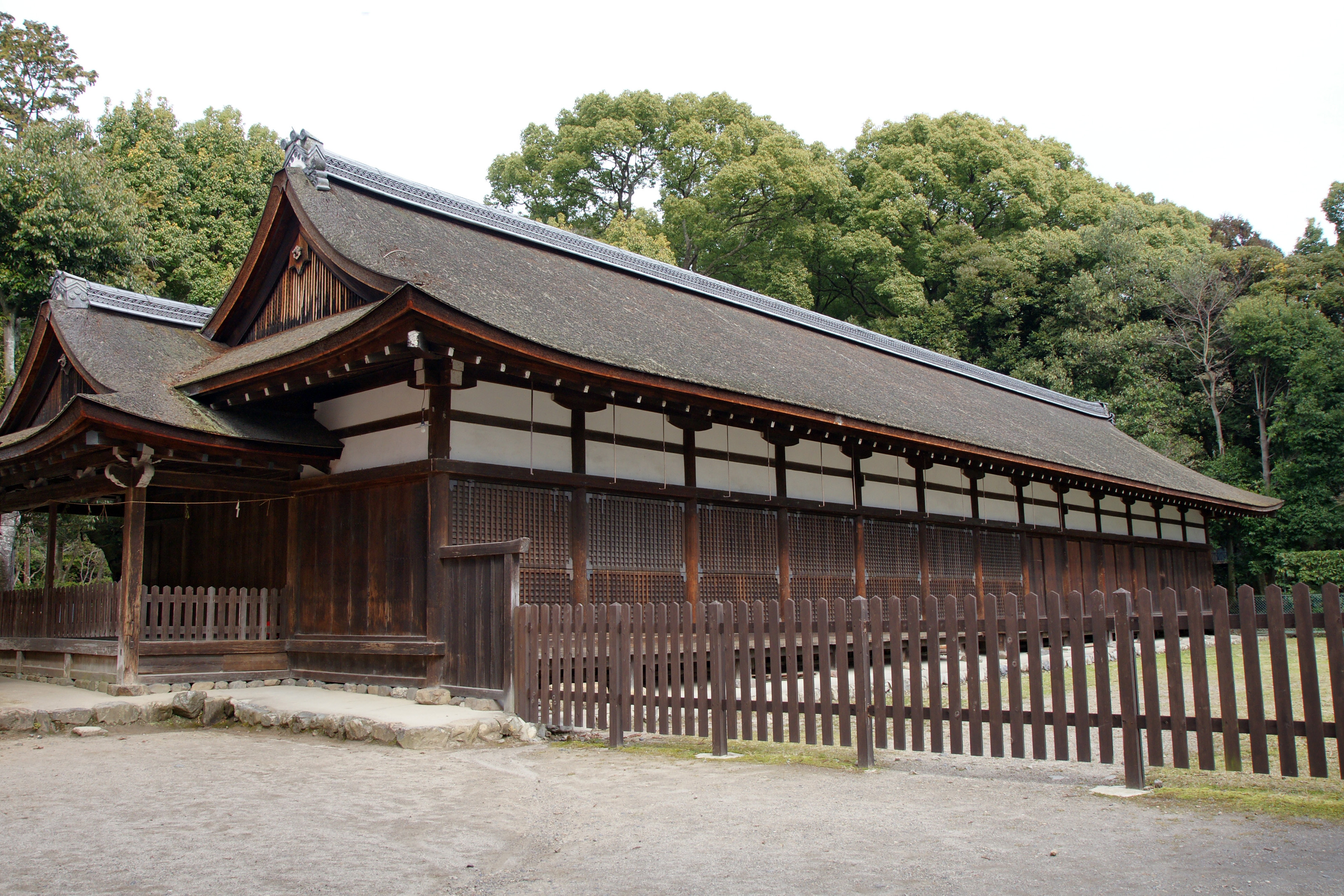
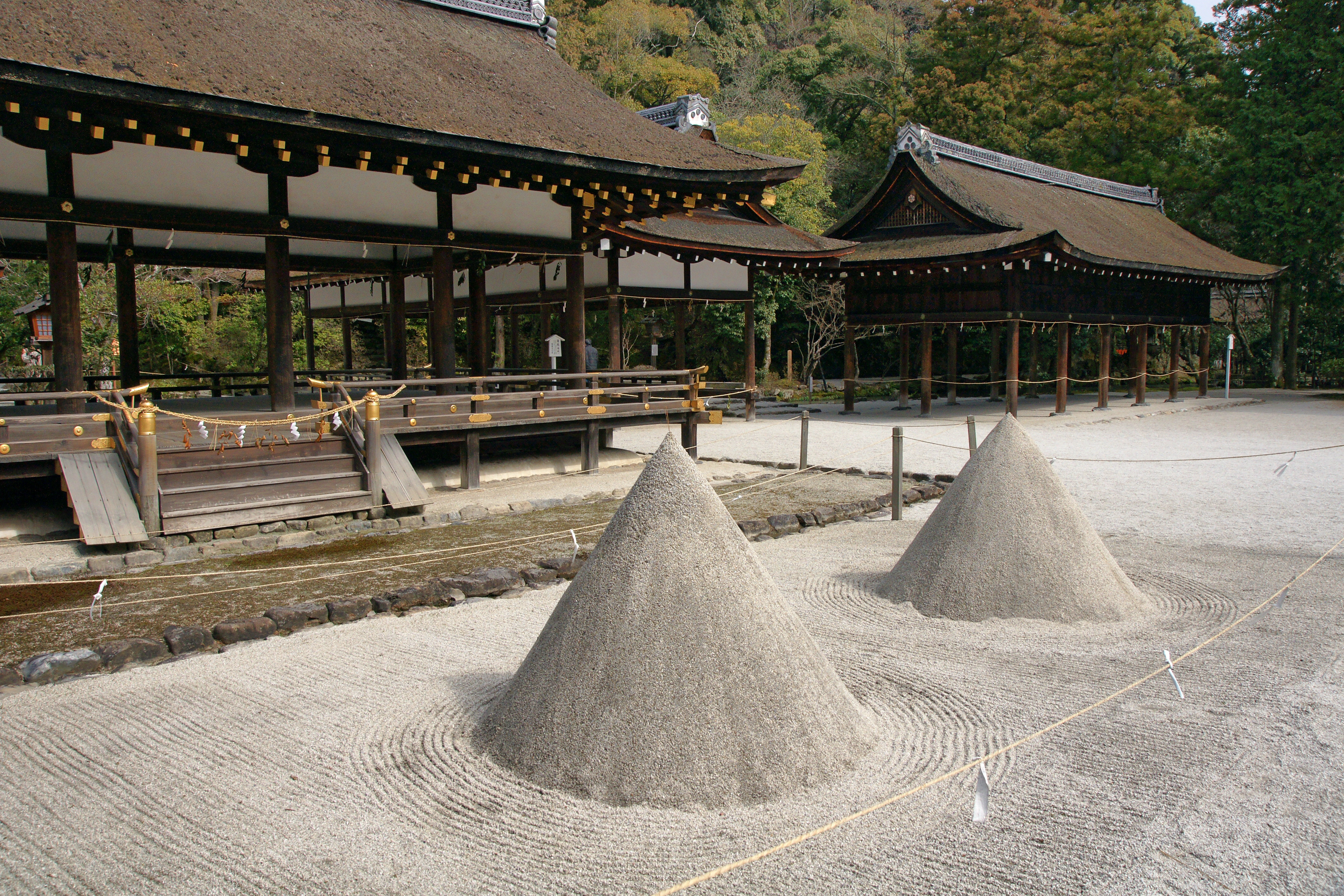
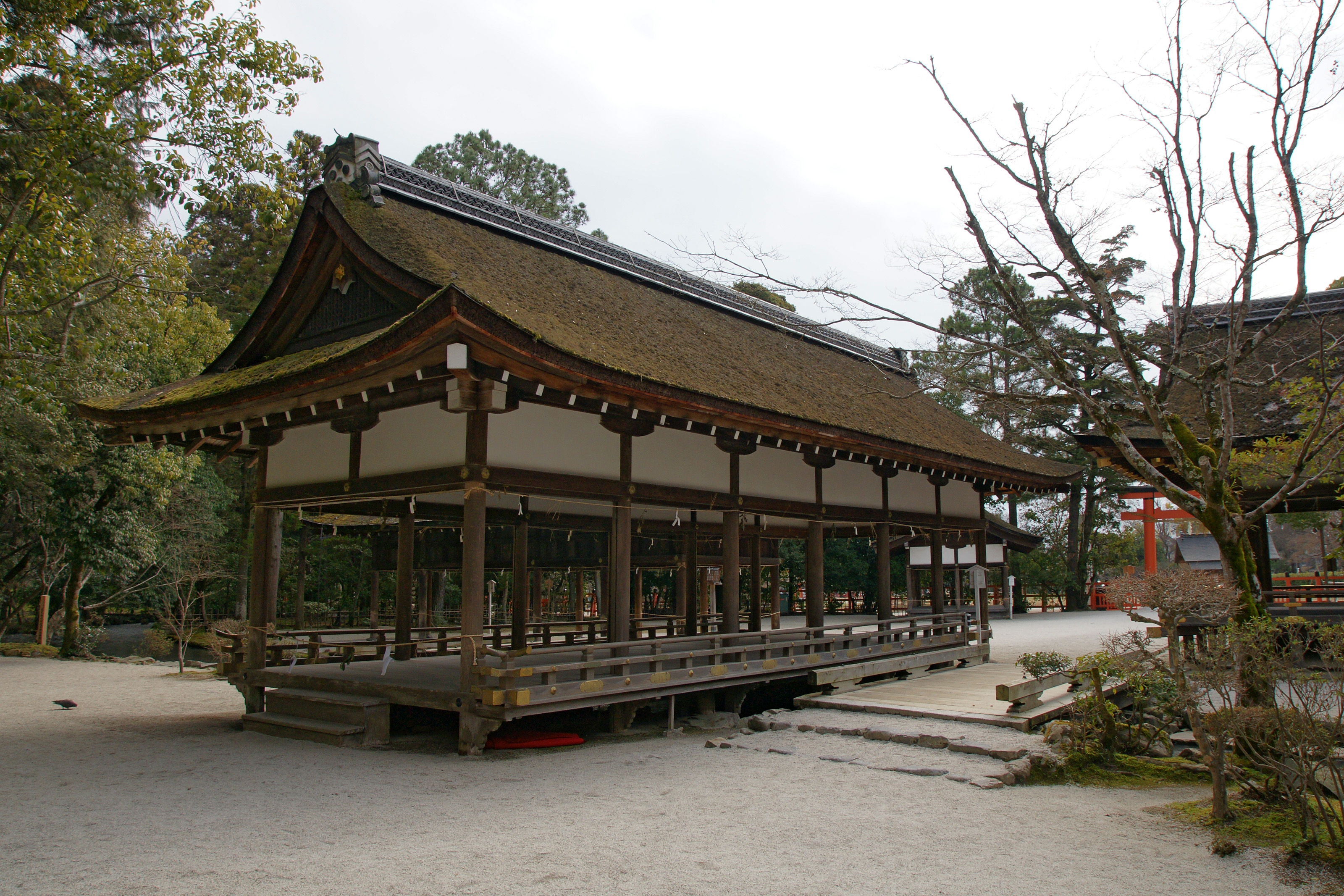
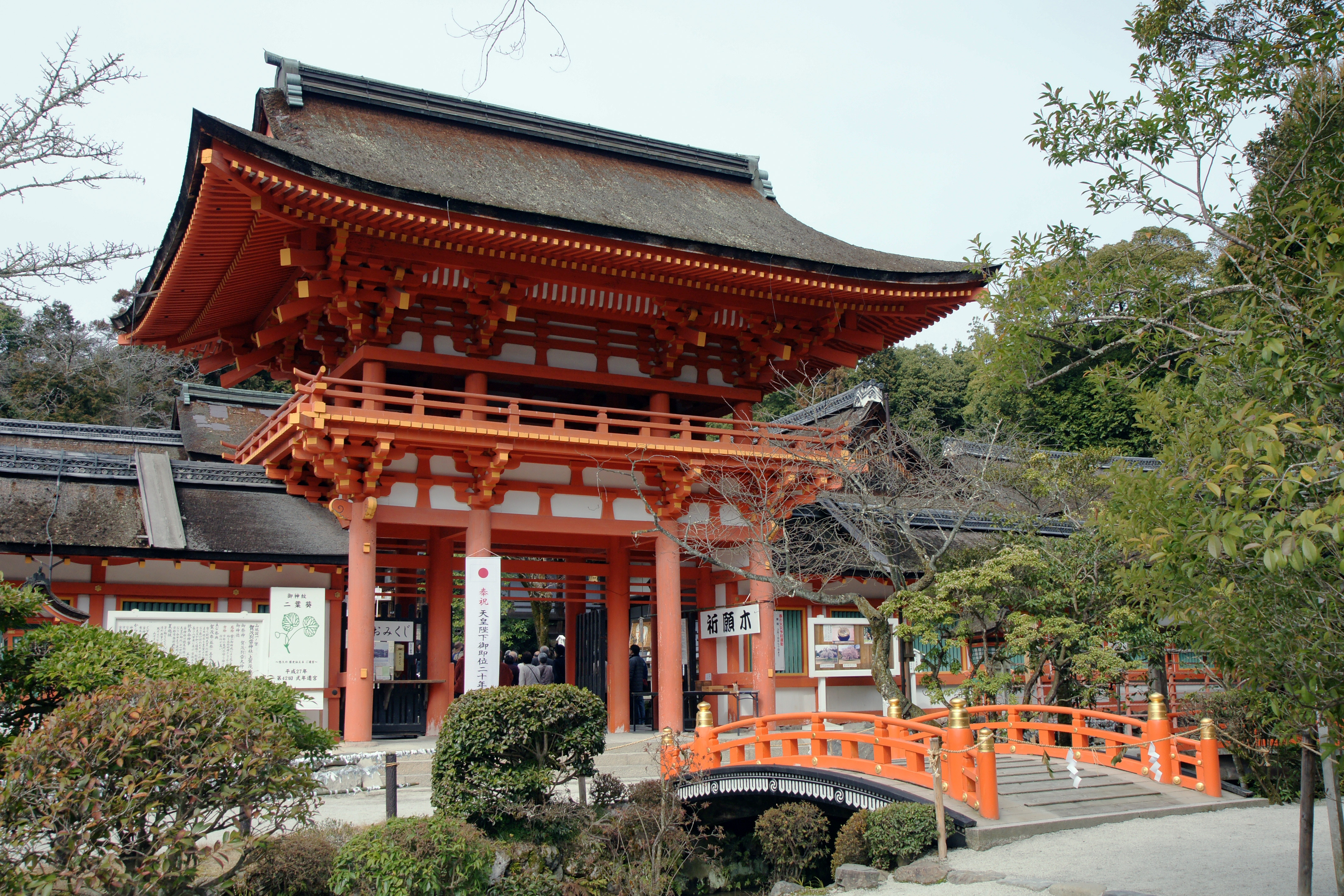
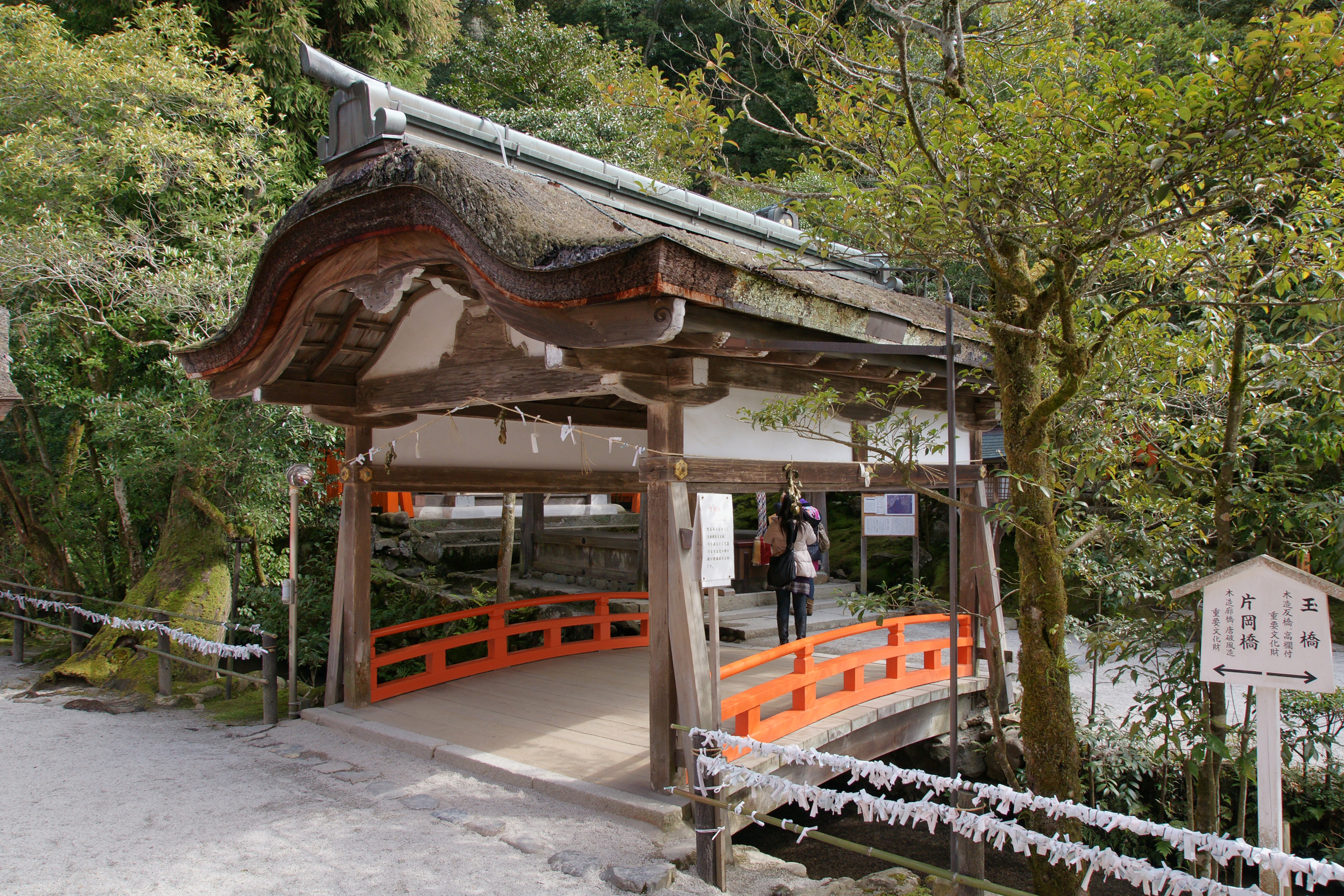
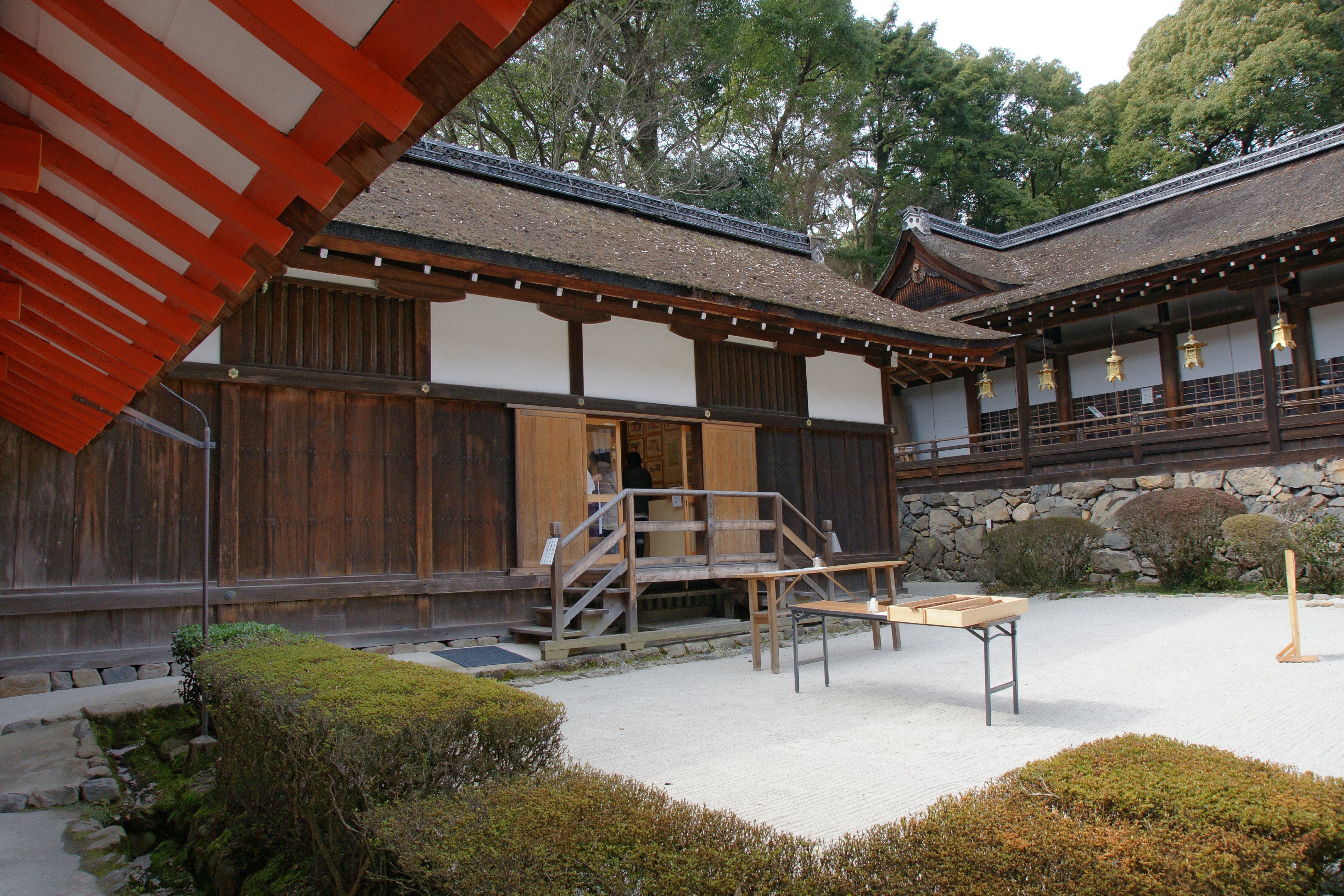
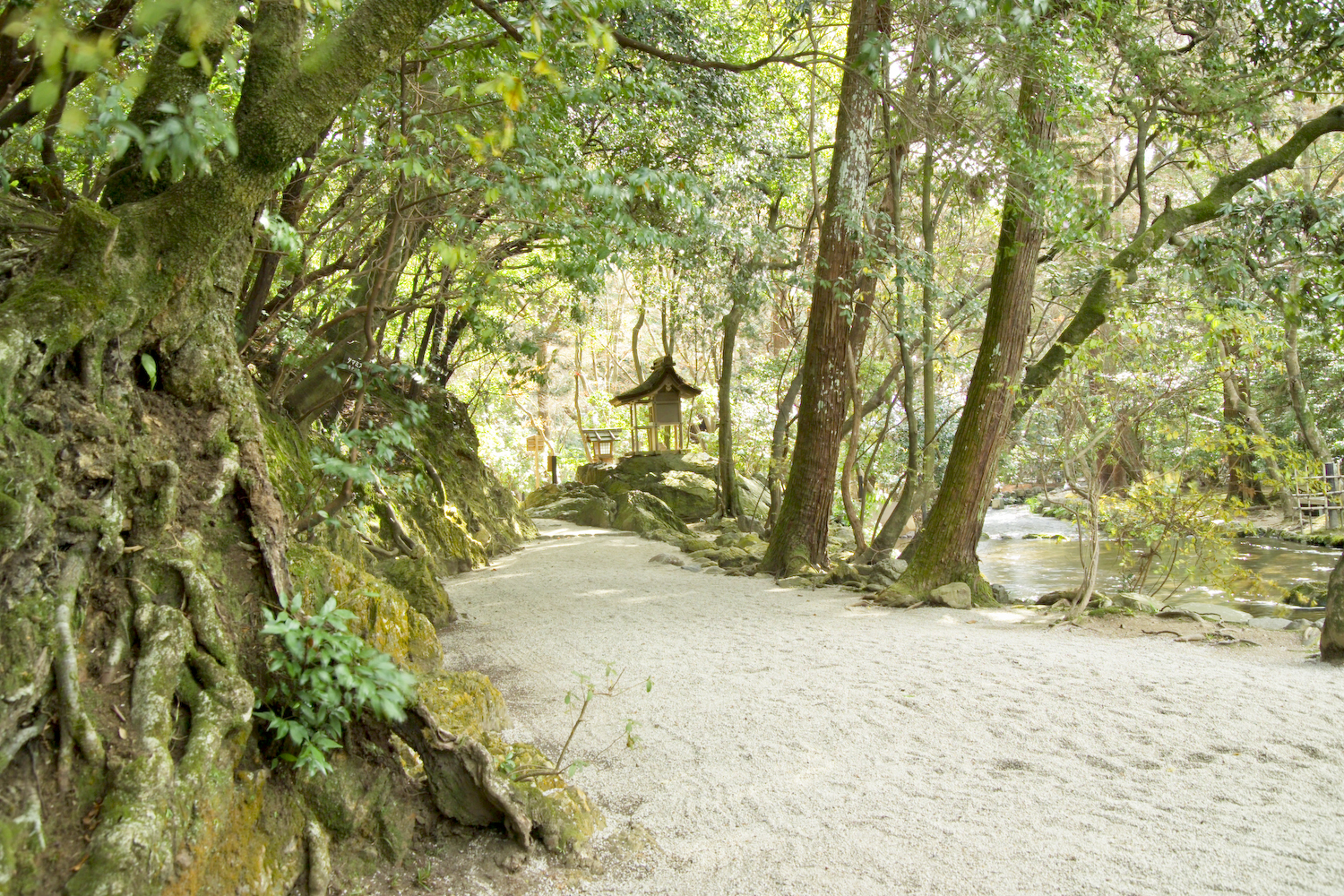
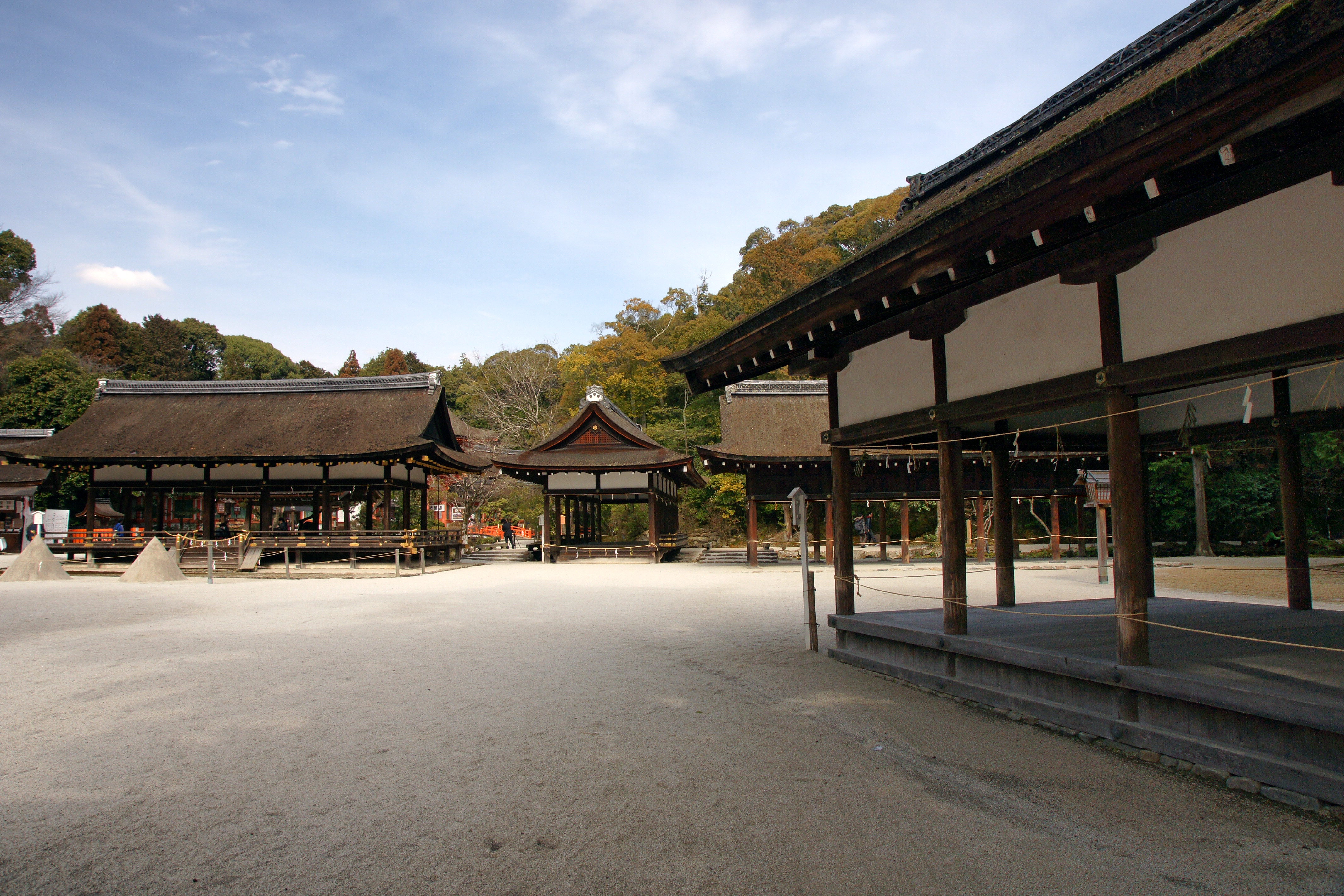
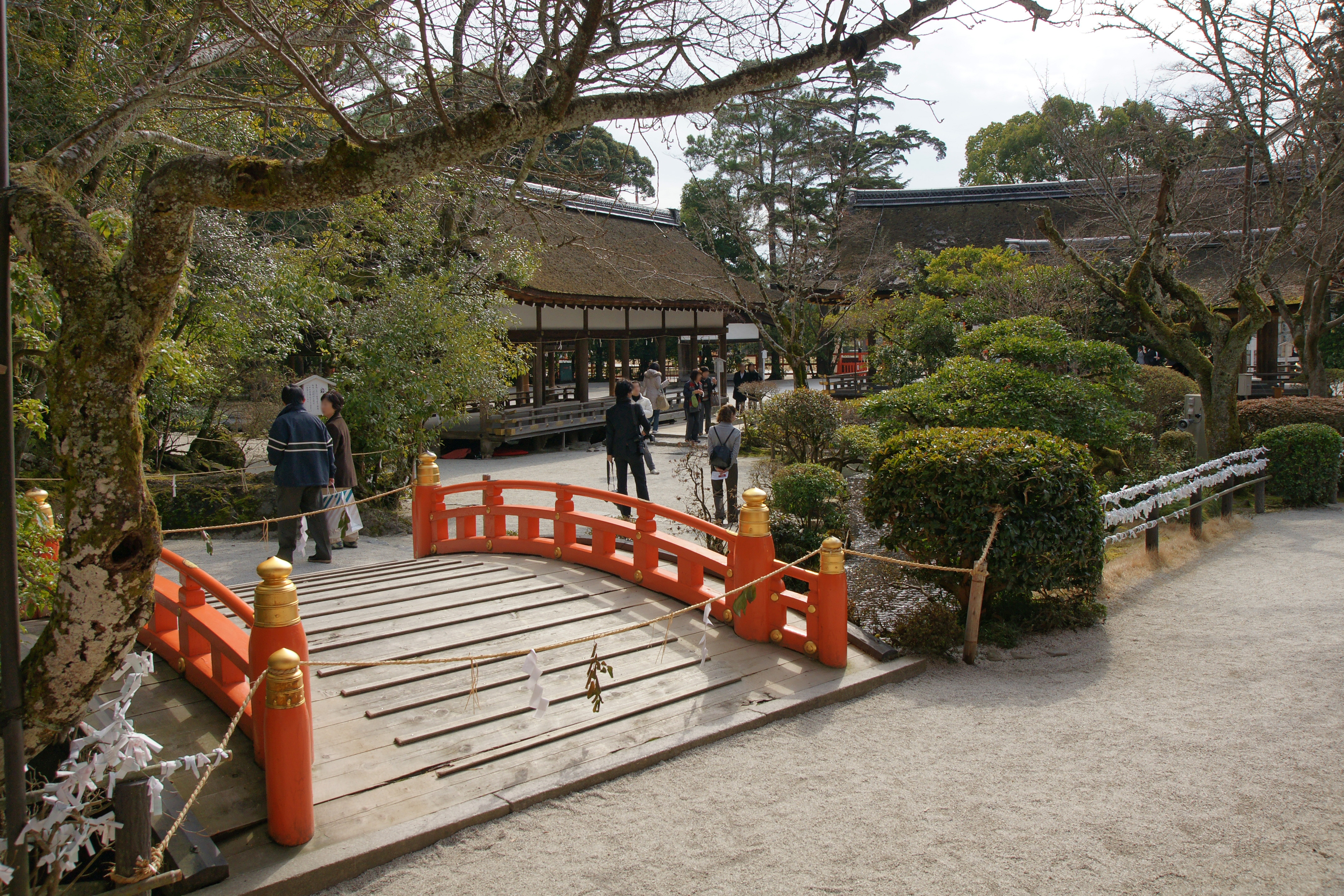
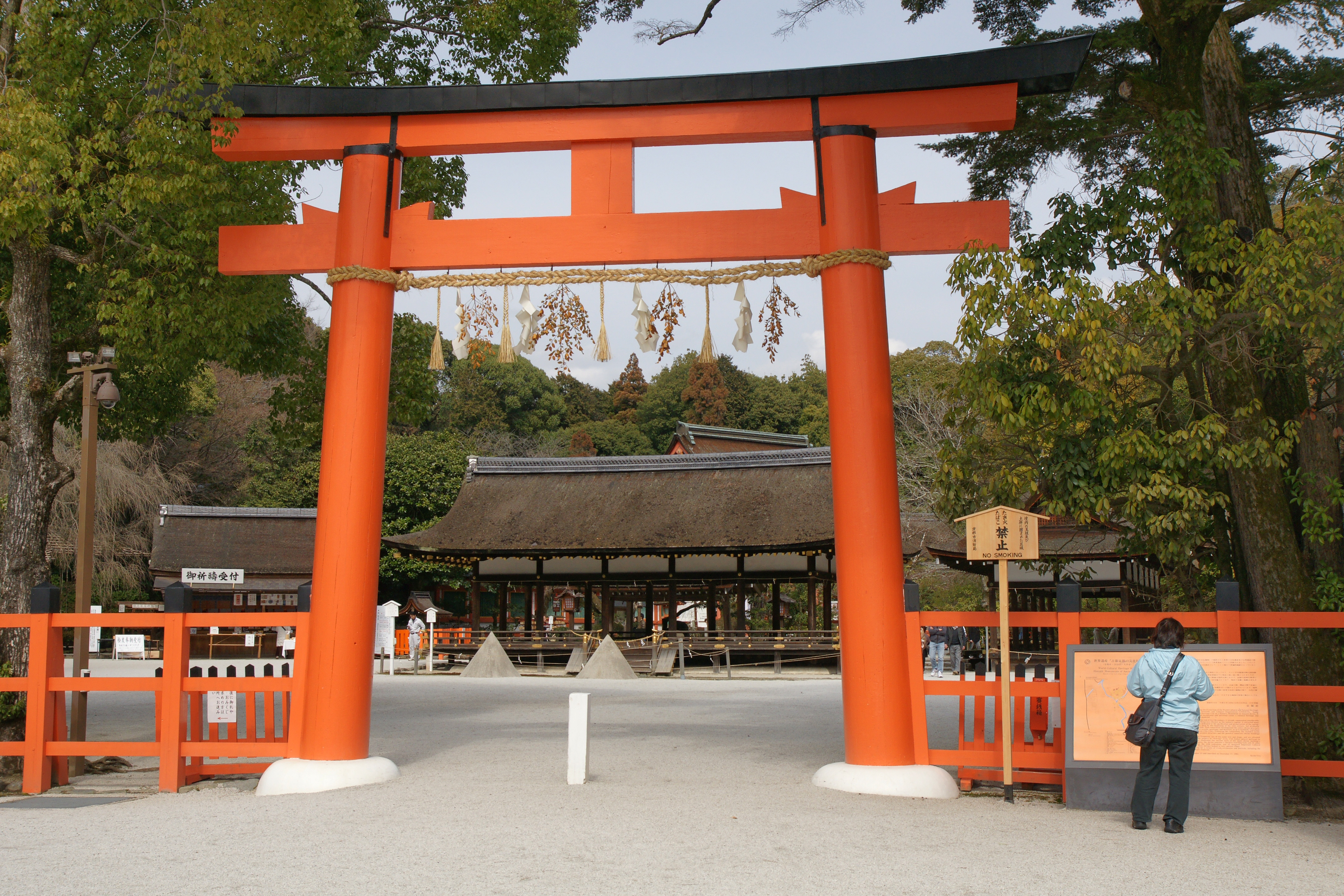